# Megachile densa
Megachile densa är en biart som beskrevs av Mitchell 1930. Megachile densa ingår i släktet tapetserarbin, och familjen buksamlarbin. Inga underarter finns listade i Catalogue of Life.